# 1952年のメジャーリーグベースボール
以下は、メジャーリーグベースボール（MLB）における1952年のできごとを記す。
1952年4月15日に開幕し10月7日に全日程を終え、ナショナルリーグはブルックリン・ドジャースが3年ぶり9度目のリーグ優勝で、アメリカンリーグはニューヨーク・ヤンキースが4年連続19度目のリーグ優勝であった。
ワールドシリーズはニューヨーク・ヤンキースがブルックリン・ドジャースを4勝3敗で破り、4年連続15度目のシリーズ制覇で、1936年から1939年までの4連覇に並ぶ2度目の4連覇であった。
1951年のメジャーリーグベースボール - 1952年のメジャーリーグベースボール - 1953年のメジャーリーグベースボール

## できごと
アメリカンリーグのヤンキースは、3連覇した前年からこの年にかけてレギュラー選手の新旧交代があり、ジェリー・コールマン二塁手とボビー・ブラウン一塁手がホワイティ・フォードと同じく兵役に就いて朝鮮戦争に参加し、代わってビリー・マーチン二塁手と前年新人王を取ったギル・マクドガルドが三塁手となり、一塁はそのままジミー・コリンズが守り、引退したディマジオの代わりに前年デビューしたミッキー・マントルが右翼から中堅に移って、ハンク・バウアーとジーン・ウッドリングがそのまま両翼を守り、打線の軸はヨギ・ベラ捕手とマントル、そして代打専門になったジョニー・マイズであった。このメンバーでも圧倒的に強く、投手陣は相変わらずアーリー・レイノルズ(20勝)、ロパット、ラスキの先発三本柱が健在で8月14日にインディアンスに0.5ゲーム差に詰め寄られたが最後の32試合を25勝7敗で首位の座を死守して2ゲーム差で13年ぶりの4連覇となった。レイノルズは最優秀防御率2.06・最多奪三振160を獲得した。ベラは打率.273・本塁打30本・打点98で21歳になったマントルは前年のワールドシリーズでの痛恨のケガから立ち直り、全試合出場で打率.311・本塁打23本・打点87の成績を挙げた。最多勝はフィラデルフィア・アスレチックスのボビー・シャンツで、前年18勝で注目され2年連続オールスターに選出されて、特に1952年は一時30勝も可能と予想されるほどのペースだったが死球を受けて24勝までだった。防御率2.48・奪三振152でリーグMVPに選ばれた。しかしシャンツは翌年から下降線を辿り、5年後ヤンキースに移り11勝を上げたがその後は球団を渡り歩いた。ただゴールドクラブ賞が制定された1957年から8年連続受賞している。
ナショナルリーグは、ドジャースがジャイアンツを振り切り3年ぶりのリーグ優勝であった、投手陣でドン・ニューカムは兵役に就いて朝鮮戦争に参加したがビリー・ローズ(14勝）、ドジャース初の黒人投手で救援投手でありこの年に新人王となったジョー・ブラック(15勝）、これにプリーチャー・ロー、カール・アースキンらがいたが、打線は相変わらず層が厚く、ジャッキー・ロビンソン、デューク・スナイダー、ギル・ホッジス、ロイ・キャンパネラ、ピー・ウィー・リースらがいた。しかしリーグMVPはシカゴ・カブスのハンク・サウアーで本塁打37本・打点121で本塁打王(ラルフ・カイナーと同数で分け合う)と打点王をも獲得した。首位打者はセントルイス・カージナルスのスタン・ミュージアルで打率.336で3年連続であった。投手ではボストン・ブレーブスのウォーレン・スパーンが奪三振183で4年連続であった。しかし彼がこのタイトルを取るのはこれが最後で、後に5年連続最多勝利で通算8回の最多勝利投手のメジャーリーグ記録を作る。フィラデルフィア・フィリーズのロビン・ロバーツ はこの年から4年連続最多勝利投手となった。
ワールドシリーズでは、ヤンキースのジョニー・マイズが大活躍して第3戦で代打本塁打を打ち、第4戦から一塁を守りながらマントルと3・4番コンビを組み、第4戦・第5戦と3試合連続本塁打を打ち、第7戦ではビリー・マーチンがロビンソンが打ったヒット性の当たりをジャンピングキャッチして逆転を阻止する大美技でヤンキースが勝った。ドジャースではデューク・スナイダーがシリーズ4本の本塁打を打ち、新人のジョー・ブラック投手は第1戦で先発し6安打2失点の完投勝利で、これはワールドシリーズ史上初の黒人選手の勝利投手となった。

### ラルフ・カイナー
パイレーツのラルフ・カイナーはこの年に本塁打37本で7年連続本塁打王となった。デビュー1年目から続けて7年間本塁打王となったのはメジャーリーグ史上カイナーだけである。この年までに通算294本の本塁打を打ち、まだ30歳であった。通算500本も視野に入れるほどであった。しかし彼の本塁打王の栄冠はこの年が最後となった。パイレーツGMはあのブランチ・リッキーで、リッキーはカイナーを高く評価していなかった。カイナーがホームランを打ってもパイレーツの勝利に結びつかないことがその理由であった。翌年のシーズン途中にシカゴ・カブスにトレードした。そして3年後に引退し、通算本塁打369本で終わった。(1975年に殿堂入り)

### ラリー・ドビー
ジャッキー・ロビンソンのデビューで球界に衝撃を与えた1947年7月にクリーブランド・インディアンスの名物オーナーであるビル・ベックが契約した黒人選手がラリー・ドビーであった。20世紀以降では2人目の黒人選手であり、翌1948年にインディアンスがリーグ優勝してワールドシリーズに進出し、ラリー・ドビーもワールドシリーズに出場して黒人選手として初のワールドシリーズ出場となった。その年のシリーズ第4戦で本塁打を打って黒人選手初のホームランとなった。そして1949年から8年連続20本以上の本塁打を打ち、この年1952年に32本で本塁打王となった。

### マイナーリーグの危機
1948年の観客動員数2,092万842人をピークにその後は下がり続けて、この年のナショナルリーグはピーク時から3割も観客動員数を減らして、1952年だけでも前年から両リーグあわせて約150万人が減少した。そしてそれはメジャーリーグのみならずマイナーリーグの方がより深刻な事態となった。1949年にはマイナーリーグ全体で464球団が存在したが、AAA級からAA級・A級・B級・C級・D級までの6クラス59リーグのうち、16リーグがこの3年間に姿を消した。そしてラジオに代わってテレビが普及し始めてメジャーリーグの試合を中継したためマイナーリーグは危機感を募らせた。1950年まではメジャーもマイナーも自己のチームの本拠地から半径50マイル(80キロ)以内の地域で放送する野球中継はテレビ・ラジオとも、そのチームが規制できることになっていた。ところが連邦司法省がこの規制は独占禁止法に触れる恐れがあるとしたため、1951年に撤廃した。そのため遠くの大リーグの試合をテレビで見られるようなったことでマイナーリーグの観客数減少傾向は続いていた。そこで防衛策としてパシフィックコーストリーグを始めマイナーリーグの各リーグは自己の区域に大リーグの試合を放送する場合はその放送料・放映料をプールして財政的な危機に陥ったチームを援助するという提案をメジャーリーグに突き付けたが拒否された。フォード・フリックコミッショナーはこのテレビ・ラジオの野球中継に関する問題を討議する委員会を発足させたが何ら進展しなかった。

### 本拠地移転の胎動
危機感を持ったのはメジャーリーグの球団を持たずマイナーリーグの球団しかない各都市も同じで、やがてそれらの都市はメジャーの球団を誘致する運動が盛んになり、そしてメジャーリーグの球団も観客数減少に対応するにはフランチャイズの移動を真剣に検討し始めていた。後述のセラ報告書でメジャーリーグはそれまで東部に球団が偏っていたことを指摘して球団を全米に拡大すべしとの指摘を受けて、本拠地の移転に関する規則を緩め、自己のチームが所属するリーグで承認されればフランチャイズの変更が可能となった。そしてこの年の暮れにセントルイス・ブラウンズのオーナーであるビル・ベックが本拠地の移転を断行する用意があるとして、その候補地としてミルウォーキーを挙げた。ブラウンズは11年前の1941年にロサンゼルスへの移転を検討して、ロサンゼルスにフランチャイズを置くパシフィックコーストリーグのロサンゼルス・エンゼルス(現在の同名球団とは無関係）を100万ドルで買い取る計画（買い取らなけらばフランチャイズ権の侵害として1万ドルの損害賠償金を払わなくてはならなかった）を進めていた。これは日本軍の真珠湾攻撃でアメリカが参戦したため立ち消えとなった。
そして戦後7年が過ぎて、同じブラウンズはロサンゼルスでなく今度はミルウォーキーを検討し始めたのだが、しかしミルウォーキーにファームチームを持つボストン・ブレーブスのオーナーであるルー・ペリーニは自分の持つマイナー球団のフランチャイズを譲る意志は無いと答えたため、この話は頓挫した。するとビル・ベックは一転してボルチモアに白羽の矢を立てて、翌1953年3月16日のアメリカンリーグのオーナー会議にボルチモアへの移転の承認を求めた。だがこの時に前年ブラウンズのミルウォーキー移転を断ったルー・ペリーニが誰も予想しなかった動きに出た。
この後にミルウォーキー、ボルチモア、カンザスシティ、ロサンゼルス、サンフランシスコなどの都市が既存の球団の移転を促し、これが1950年代後半に各球団の動きが活発となった。そしてその次に1リーグ8球団制では限定されるためにリーグを拡張して10球団制にしようとする動きが出てきて、それはやがてミネアポリス、ヒューストンが恩恵を受けることになった。さらに新しいメジャーリーグを立ち上げる動きも表面化して、この動きは頓挫したが、既存リーグの拡張の動きは続き、その後に球団拡張（エクスパンション）と呼ばれて20世紀末まで続き、2リーグ16球団がやがてほぼ倍増の30球団となった。

### 第二次ボーナス規制の制定
5年前に定められた契約金6,000ドル以上の新人選手(高額な契約金で入団した新人をボーナス・プレーヤーと呼んだ）を対象とした第一次ボーナス規制は実効が伴わず、1950年に廃止されたが、この年に新たに「4,000ドル以上の契約金で入団した新人選手は公式戦のベンチに入る25名の中に、2年間連続して加えなければならない」とする第二次ボーナス規制が定められた。要は高額な契約金で入った新人選手は、いきなりメジャーリーグにデビューさせてしかも2年間そのままベンチにいなければならない、とするものでこれで高騰する新人の契約金を抑えることを目的としたものであった。しかし実際は効果はなくその後も8万ドル、8万5,000ドル、15万ドルと契約金の高騰を抑える効果は無かった。しかもデビューして2年間はメジャーリーグのベンチにいなけらばならないとすると、その間にファームでじっくりと教え込むことも無く、経験を積ませて成長を見る余裕もなく、この期間にドジャースに入団してこの規則があるためにいきなりメジャーリーグのマウンドに上がりずっと投げ続けたサンディ・コーファックスは本来ならファームでじっくり育成してからメジャーデビューするはずが最初からメジャーのベンチにいたために必要なことを教わらずに6年間も中途半端な位置に置かれた。この規制は1958年に再び廃止された。

### セラ報告書
フォード・フリックが新しいコミッショナーとして就任したのとほぼ時を同じくして、連邦議会下院の「反トラスト小委員会」(委員長　イマニュアル・セラ）が野球機構に対して「独占禁止法」違反の疑いがあるとして調査に入った。そして翌1952年に1,643ページからなる調査報告書をまとめて調査結果を発表した。一般には委員長の名前から「セラ報告書」と呼ばれている。　　
委員会では主として選手を拘束する保留条項の合法性を検討し、あわせて法律による野球機構の規制が必要かどうかを討議したのであった。公聴会には野球機構の役員、選手、新聞記者が招かれ、タイ・カッブは保留条項を擁護する意見を述べ、チャンドラー前コミッショナーは数名のオーナーを激しく非難した。調査官によると1950年度のメジャーリーグは、全体で総収入が約3,203万4,000ドルで総支出が約2,550万4,000ドル、差引き653万ドルの収益があったと指摘した。さらに選手の年俸は5,000ドルから9万ドルの間で、各球団ごとの平均年俸は最高がヤンキースの1万8,788ドル、最低はブラウンズの8,031ドルであることも報告された。そして結論として法廷で何らかの判決が出るまでは保留条項を違法と決めつけることは出来ず、必要悪と見なすべきで、野球は反トラスト法の適用範囲からはみ出すユニークな企業であると報告書は記している。そして2リーグ16チームのメジャーリーグが全国組織でありながら東部に本拠地が偏っている現状に、西部や南部に本拠地を置く球団の必要性に言及した。

### その他
- この年からレギュラーシーズンの試合は審判4人制で行うようになった。

## 最終成績

### レギュラーシーズン
| 順 | チーム                           | 勝利 | 敗戦 | 勝率 | G差  |
| -- | -------------------------------- | ---- | ---- | ---- | ---- |
| 1  | ニューヨーク・ヤンキース         | 95   | 59   | .617 | --   |
| 2  | クリーブランド・インディアンス   | 93   | 61   | .604 | 2.0  |
| 3  | シカゴ・ホワイトソックス         | 81   | 73   | .526 | 14.0 |
| 4  | フィラデルフィア・アスレチックス | 79   | 75   | .513 | 16.0 |
| 5  | ワシントン・セネタース           | 78   | 76   | .506 | 17.0 |
| 6  | ボストン・レッドソックス         | 76   | 78   | .494 | 19.0 |
| 7  | セントルイス・ブラウンズ         | 64   | 90   | .416 | 31.0 |
| 8  | デトロイト・タイガース           | 50   | 104  | .325 | 45.0 |

| 順 | チーム                       | 勝利 | 敗戦 | 勝率 | G差  |
| -- | ---------------------------- | ---- | ---- | ---- | ---- |
| 1  | ブルックリン・ドジャース     | 96   | 57   | .627 | --   |
| 2  | ニューヨーク・ジャイアンツ   | 92   | 62   | .597 | 4.5  |
| 3  | セントルイス・カージナルス   | 88   | 66   | .571 | 8.5  |
| 4  | フィラデルフィア・フィリーズ | 87   | 67   | .565 | 9.5  |
| 5  | シカゴ・カブス               | 77   | 77   | .500 | 19.5 |
| 6  | シンシナティ・レッズ         | 69   | 85   | .448 | 27.5 |
| 7  | ボストン・ブレーブス         | 64   | 89   | .418 | 32.0 |
| 8  | ピッツバーグ・パイレーツ     | 42   | 112  | .273 | 54.5 |

### オールスターゲーム
- ナショナルリーグ 3 - 2 アメリカンリーグ

### ワールドシリーズ
- ドジャース 3 - 4 ヤンキース

| 10/1 – | ヤンキース | 2 | - | 4 |  | ドジャース |
| 10/2 – | ヤンキース | 7 | - | 1 |  | ドジャース |
| 10/3 – | ドジャース | 5 | - | 3 |  | ヤンキース |
| 10/4 – | ドジャース | 0 | - | 2 |  | ヤンキース |
| 10/5 – | ドジャース | 6 | - | 5 |  | ヤンキース |
| 10/6 – | ヤンキース | 3 | - | 2 |  | ドジャース |
| 10/7 – | ヤンキース | 4 | - | 2 |  | ドジャース |

## 個人タイトル

### アメリカンリーグ
| 項目   | 選手                     | 記録 |
| ------ | ------------------------ | ---- |
| 打率   | フェリス・フェイン (PHA) | .327 |
| 本塁打 | ラリー・ドビー (CLE)     | 32   |
| 打点   | アル・ローゼン (CLE)     | 105  |
| 得点   | ラリー・ドビー (CLE)     | 104  |
| 安打   | ネリー・フォックス (CWS) | 192  |
| 盗塁   | ミニー・ミノーソ (CWS)   | 22   |

| 項目   | 選手                     | 記録 |
| ------ | ------------------------ | ---- |
| 勝利   | ボビー・シャンツ (PHA)   | 24   |
| 敗戦   | アート・ホートマン (DET) | 20   |
| 防御率 | アリー・レイノルズ (NYY) | 2.06 |
| 奪三振 | アリー・レイノルズ (NYY) | 160  |
| 投球回 | ボブ・レモン (CLE)       | 309⅔ |
| セーブ | ハリー・ドリッシュ (CWS) | 11   |

### ナショナルリーグ
| 項目   | 選手                       | 記録 |
| ------ | -------------------------- | ---- |
| 打率   | スタン・ミュージアル (STL) | .336 |
| 本塁打 | ラルフ・カイナー (PIT)     | 37   |
| 本塁打 | ハンク・サウアー (CHC)     | 37   |
| 打点   | ハンク・サウアー (CHC)     | 121  |
| 得点   | ソリー・ヘムス (STL)       | 105  |
| 得点   | スタン・ミュージアル (STL) | 105  |
| 安打   | スタン・ミュージアル (STL) | 194  |
| 盗塁   | ピー・ウィー・リース (BRO) | 30   |

| 項目   | 選手                         | 記録 |
| ------ | ---------------------------- | ---- |
| 勝利   | ロビン・ロバーツ (PHI)       | 28   |
| 敗戦   | マーリー・ディックソン (PIT) | 21   |
| 防御率 | ホイト・ウィルヘルム (NYG)   | 2.43 |
| 奪三振 | ウォーレン・スパーン (BSN)   | 183  |
| 投球回 | ロビン・ロバーツ (PHI)       | 330  |
| セーブ | アル・ブラジル (STL)         | 16   |

## 表彰

### 全米野球記者協会（BBWAA）表彰
シーズンMVP
- アメリカンリーグ ： ボビー・シャンツ （PHA）
- ナショナルリーグ ： ハンク・サウアー （CHC）

最優秀新人賞
- アメリカンリーグ ： ハリー・バード （PHA）
- ナショナルリーグ ： ジョー・ブラック （BRO）

### その他表彰
ベーブ・ルース賞
- ジョニー・マイズ (NYY)

### アメリカ野球殿堂入り表彰者
BBWAA投票
- ハリー・ハイルマン
- ポール・ウェイナー